# Karel Dachovský
Karel Dachovský (1. května 1949, Praha – 11. srpna 2015, Praha) byl český katolický kněz, básník, prozaik a autor děl s náboženskou tematikou. Byl rovněž vydavatelem a majitelem nakladatelství Řád.
V roce 1983 se stal jedním ze zakládajících členů literární skupiny XXVI.

## Život
Karel Dachovský se narodil 1. května 1949 v Praze na Vinohradech, vystudoval Vysokou školu ekonomickou (1973). Během základní vojenské služby se seznámil s tajným provinciálním představeným řádu františkánů, u něhož se začal připravovat na kněžskou dráhu. Poté, co státní bezpečnost odhalila tajnou františkánskou komunitu v Liberci, kam i on dojížděl, onemocněl a pro svou nemoc již nemohl naplno vykonávat své dosavadní zaměstnání. Krátce pracoval jako poštovní doručovatel, než mu byl přiznán plný invalidní důchod. Roku 1981 jej tajný biskup Václav Razik vysvětil na kněze a po pádu komunismu se ke svému kněžství přihlásil i veřejně. Tehdejší pražský arcibiskup Miloslav Vlk jej 12. února 1993 podmíněně („sub conditio“) znovu vysvětil a otec Karel byl ustanoven jako farní vikář v pražské farnosti Holešovice. Poté vypomáhal v kostele sv. Rocha, Šebestiána a Rozálie na Olšanském náměstí v Praze, a to až do roku 2006. Od roku 2007 až do své smrti vypomáhal v různých pražských kostelích a farnostech, nejčastěji u sester alžbětinek a boromejek.
Roku 1990 založil nakladatelství Řád, které sám řídil a v němž vydával nejdříve stejnojmenný časopis, posléze především knihy, věnující se životopisům svatých a blahoslavených. Původně na začátku všeho byl významný filosofický a literární časopis Řád. Jednou z vůdčích osobností kolem tohoto časopisu byl český básník František Lazecký.
Karel Dachovský je též autorem několika básnických sbírek, které vyšly v jeho nakladatelství, v němž kromě náboženské literatury vydával též poezii. Kromě veršů se věnoval i překladové literatuře; z anglických a španělských originálů překládal životopisy světců a význačných postav katolického náboženství. Vydal několik svých básnických sbírek: Cestou Z Betléma (1990), Pod klenbou katedrály (1991), Budu Ti, Bože, zpívat (1992), Podle řádu Melchisedechova (1994), Miniatury (1998), Česká odysea (2003), Sepnuto duhou (2007) a Pod rozstříleným praporem je krásy dost (2010), novelu V srdci Londýna (2000), která chce připomenout vnitřní i vnější exil, který sám autor prožil.
Zásluhou básníka Vladimíra Stibora některé básně Karla Dachovského v Almanaších české poezie: Delty domovů (2019), Cesta k hoře úsvitu (2020), Ohlédni se, nezkameníš (2021),  Chléb pouště (2022), Poslední místo u ohně (2023).

## Dílo
- Cestou Z Betléma (1990) – básnická sbírka
- Pod klenbou katedrály (1991)
- Budu Ti, Bože, zpívat (1992)
- Podle řádu Melchisedechova (1994)
- Miniatury (1998)
- Česká odysea (2003)
- Sepnuto duhou (2007)
- Pod rozstříleným praporem je krásy dost (2010)
- V srdci Londýna (2000) – novela

Zásluhou básníka Vladimíra Stibora některé básně Karla Dachovského v Almanaších české poezie: 
- Delty domovů (2019)
- Cesta k hoře úsvitu (2020)
- Ohlédni se, nezkameníš (2021)
- Chléb pouště (2022)
- Poslední místo u ohně (2023)